# الدوري الإيراني الدرجة الثالثة
الدوري الإيراني الدرجة الثالثة لكرة القدم (بالفارسية: ليگ دسته سوم ایران) هو القسم الرابع من نظام الدوري الإيراني لكرة القدم، كان دوري الدرجة الثالثة قبل عام 2001 هو القسم الثالث ضمن التقسيمات في نظام الدوري الإيراني لكرة القدم، ولكن تم تغيير هذا الدوري إلى القسم الرابع عندما أصبح هيكل كرة القدم الإيراني رسميًا محترفًا.